# Ніколо-Полома (село)
Ніколо-Полома (рос. Николо-Полома) — село в Парфенєвському районі Костромської області Російської Федерації.
Населення становить 167 осіб. Входить до складу муніципального утворення Ніколо-Поломське сільське поселення.

## Історія
У 1936-1944 роках населений пункт належав до Ярославської області. Від 1944 року належить до Костромської області.
Від 2007 року входить до складу муніципального утворення Ніколо-Поломське сільське поселення.

## Населення
| 2008 | 2010 | 2014 |
| ---- | ---- | ---- |
| 198  | ↘136 | ↗167 |